# Тандо-Мухаммад-Хан
Тандо-Мухаммад-Хан (англ. Tando Muhammad Khan) — город в пакистанской провинции Синд, расположен в одноимённом округе.

## История
Тандо-Мухаммад-Хан был основан в 1813 году, стал муниципалитетом в 1856 году. Округ Тандо-Мухаммад-Хан был создан в апреле 2005 года, до этого он являлся частью округа Хайдарабад. В городе есть четыре крупных сахарных фабрики.

## Географическое положение
Город расположен на левом берегу реки Инд, высота над уровнем моря — 11 метров.

## Демография
| 1961   | 1972   | 1981   | 1998   | 2010   | 2017    |
| ------ | ------ | ------ | ------ | ------ | ------- |
| 15 536 | 39 003 | 41 757 | 62 087 | 81 905 | 101 863 |